# Último Romântico
Último Romântico é a primeira coletânea musical do cantor brasileiro de pop rock Lulu Santos, lançada em 1987.
Em uma enquete de 162 especialistas musicais conduzida pelo podcast Discoteca Básica, o álbum classificou em 185º, um dos quatros álbuns do cantor mencionando na lista.

## Faixas
Todas as letras escritas por Lulu Santos, exceto onde indicado. 
| N.º | Título                         | Compositor                             | Duração |  |
| 1.  | "Como Uma Onda (Zen-Surfismo)" | Lulu Santos, Nelson Motta              | 3:38    |  |
| 2.  | "Adivinha o Quê"               |                                        | 5:08    |  |
| 3.  | "De Repente Califórnia"        | Lulu Santos, Nelson Motta              | 2:35    |  |
| 4.  | "Tão Bem"                      |                                        | 4:03    |  |
| 5.  | "Certas Coisas"                |                                        | 4:10    |  |
| 6.  | "Areias Escaldantes"           |                                        | 2:11    |  |
| 7.  | "Último Romântico"             | Lulu Santos, Antônio Cícero, S. Santos | 4:10    |  |
| 8.  | "Tempos Modernos"              |                                        | 4:13    |  |
| 9.  | "Tudo Azul"                    | Lulu Santos, Nelson Motta              | 3:37    |  |
| 10. | "Um Certo Alguém"              | Lulu Santos, Ronaldo Bastos            | 3:33    |  |
| 11. | "Tesouros da Juventude"        | Lulu Santos, Nelson Motta              | 2:18    |  |
| 12. | "Tudo com Você"                | Lulu Santos, Fausto Nilo               | 2:55    |  |

### Vendas e certificações
| País                       | Certificação | Vendas   |
| -------------------------- | ------------ | -------- |
| Brasil (Pro-Música Brasil) | Ouro         | 800.000+ |